# الاتحاد الدولي للصحفيين
الاتحاد الدولي للصحفيين (بالإنجليزية: International Federation of Journalists، اختصاراً IFJ)‏ هو اتحاد نقابي عالمي لنقابات الصحفيين، وهو أكبر اتحاد نقابي صحفي. يهدف الاتحاد الدولي للصحفيين إلى حماية وتعزيز حقوق الصحفيين وحرياتهم، ويسعى إلى التضامن والعدالة الاجتماعية وحقوق العمال والعولمة والديمقراطية وحقوق الإنسان، ومحاربة الفقر والفساد.
تأسس الاتحاد لأول مرة في سنة 1926 في باريس، وأعيد إطلاقه مرتين بعدها، في سنة 1946 ثم في 1952. يقع المقر الرئيسي للاتحاد حالياً في بروكسل (بلجيكا). يمثل الاتحاد أكثر من 600 ألف صحفي في أكثر من مئة بلد، ولغاته الرسمية هي الإنكليزية والفرنسية والإسبانية. يرأس الاتحاد حالياً جيم بوملحة، وهو عضو في منظمة الصحافة الأفريقية [الإنجليزية].
أطلق الاتحاد في سنة 2008 مبادرة الصحافة الأخلاقية، وهي حملة عالمية لدعم المعايير الاحترافية وزيادة الوعي حول أهمية الجودة في العمل الصحافي.

## العضوية
هناك مستويان من العضوية في الاتحاد الدولي للصحفيين، كلاهما للمنظمات الصحافية:
عضو كامليحق لنقابات الصحفيين طلب الانتساب إلى الاتحاد بصفة عضو كامل.
عضو مشاركيحق لمنظمات الصحفيين – غير النقابات – إذا كانت تلتزم بمبادئ حرية الصحافة طلب الانتساب إلى الاتحاد بصفة عضو مشارك.
ولا يقبل الاتحاد الدولي للصحفيين طلبات العضوية من الأفراد.

## رصد حالات قتل الصحفيين عالمياً
ينشر الاتحاد منذ 1990 تقارير حول أعداد الصحفيين المقتولين في العالم خلال كل سنة ويستخدم هذه المعلومات من أجل حملات دعوة إلى توفير حماية أفضل للصحفيين، ولا سيما المستقلين والمحليين منهم، الذين لا تتوفر لهم الحماية عادة في مناطق النزاعات. هذه التقارير مؤرشفة في موقعها الإلكتروني.

## صندوق سلامة الصحفيين
تأسس صندوق سلامة الصحفيين في يناير 1992 ويوفر الدعم المالي لصحفيين أفراد. وهو الصندوق الدولي الوحيد الذي يقدم الدعم للصحفيين الذي أسسه صحفيون.

## انظر ايضًا
- نقابة الصحافيون الإيرانيون.

## وصلات خارجية
- موقع الاتحاد الدولي للصحفيين
- أعضاء الاتحاد الدولي للصحفيين